# Rue de Langeac
La rue de Langeac est une voie du 15e arrondissement de Paris, en France.

## Situation et accès

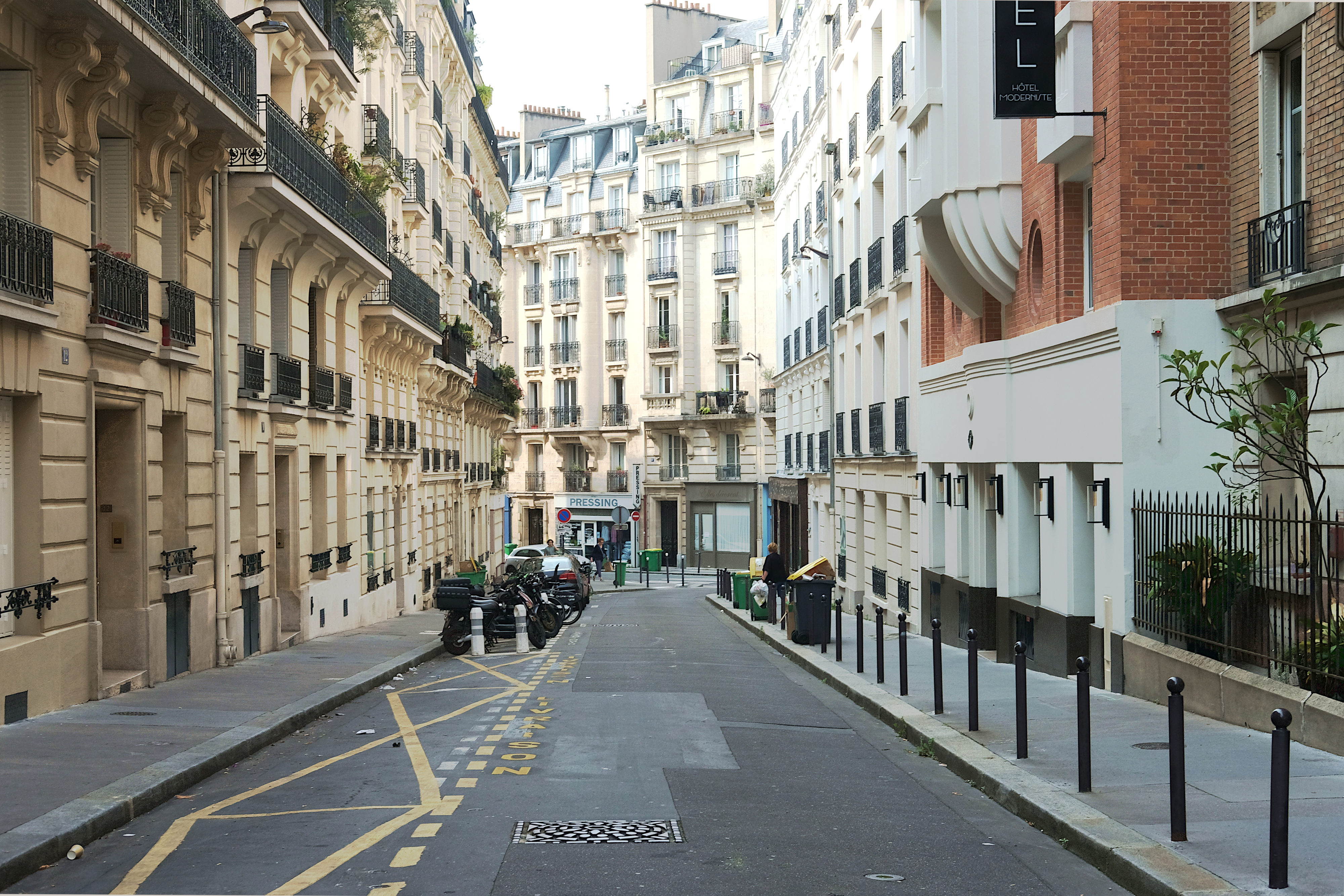
La rue vue depuis la rue de Vaugirard en août 2024.

La rue de Langeac est une voie publique située dans le 15e arrondissement de Paris. Elle débute au 11, rue Desnouettes et se termine au 356, rue de Vaugirard.

## Origine du nom
Il existe deux versions concernant l'origine du nom de cette rue :
- selon le site de la mairie de Paris, la rue doit son nom à la commune de Langeac, située dans le département de la Haute-Loire et la région Auvergne[1] ;
- d'après Brigitte Hermann, le nom de cette rue rend hommage à mère Agnès de Langeac, moniale dominicaine qui a guidé Jean-Jacques Olier vers la création du séminaire Saint-Sulpice, premier séminaire français qui se trouvait sur l'emplacement actuel de la rue[2].

## Historique
La voie est ouverte et prend sa dénomination actuelle en 1906.